# 가쓰우라정
가쓰우라정(일본어: 勝浦町)은 일본 도쿠시마현 동부에 있는 가쓰우라군의 정이다.

## 지리
대부분이 가쓰우라강 유역에 있으며 가쓰우라강은 정의 중앙부를 서쪽에서 북쪽으로 흐른다. 북쪽에는 도쿠시마시와의 경계에 나카쓰미네산이 있는 등 주위가 산으로 둘러싸여 있다.

## 역사
- 1955년 3월 1일 - 요코제정, 이쿠히나촌이 합병해 가쓰우라정이 성립하였다.